# 土卫二和土卫六之旅
土卫二和土卫六之旅（英語：Journey to Enceladus and Titan，缩写为JET）是一项天体生物学任务概念，主要使命是评估土卫二和土卫六以及土星卫星的宜居性潜力。
“土卫二和土卫六之旅”轨道飞行器概念为2011年喷气推进实验室提交美国宇航局第13次发现计划任务的参赛方案，但未入选半决赛；2017年1月4日，露西号和灵神星轨道器成功入选了第13和14次发现任务。

## 概念

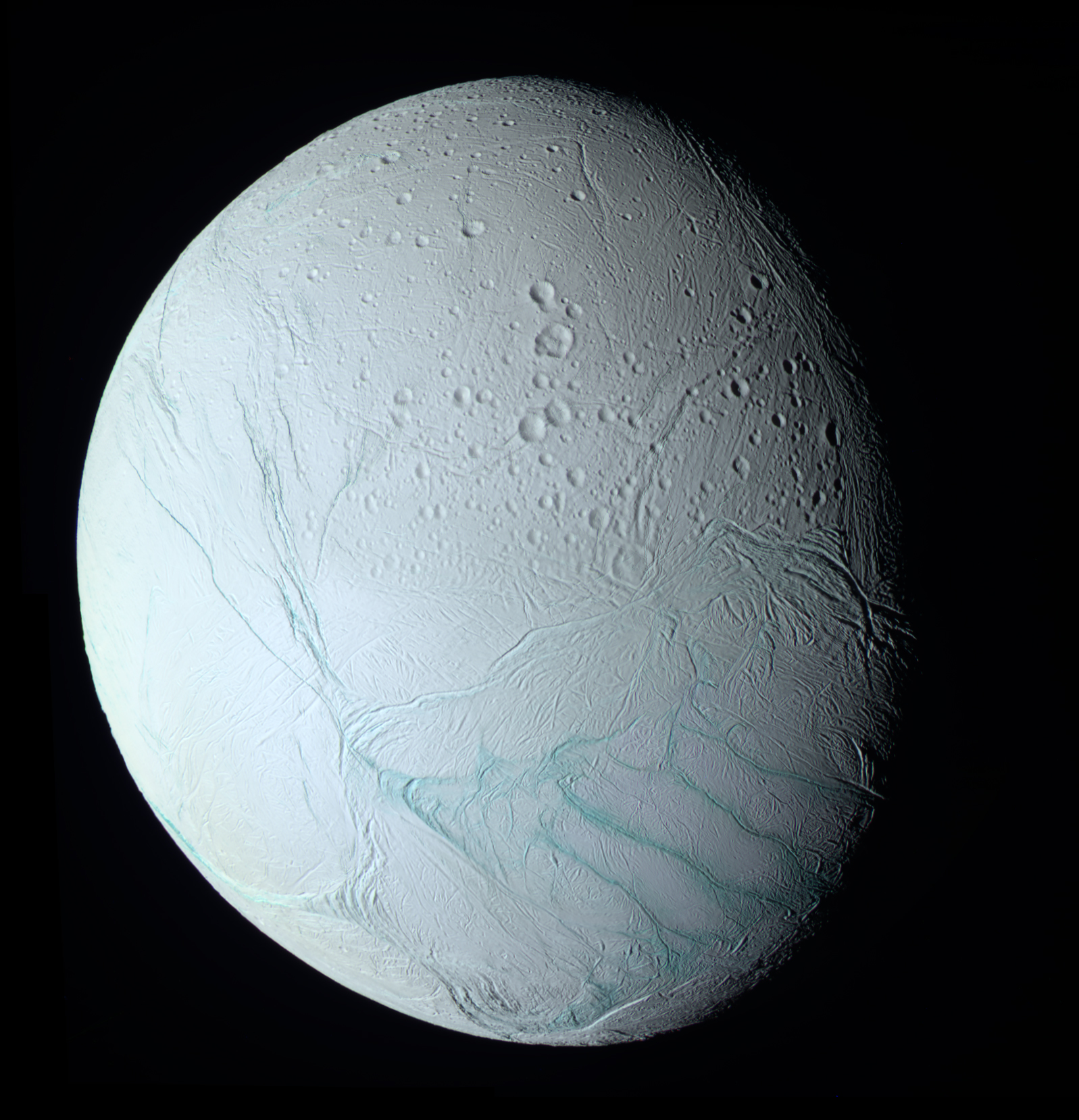
土卫二全景图

土卫二是一颗小型冰卫星，化学成分似乎与彗星相似，其表面喷出的水流或间歇泉可能与其地下洋海底活跃的热液喷口相连，而卫星海洋与下方岩石交接的地方，往往是生命的主要栖息地。间歇泉可为采集卫星的地下海洋样本提供方便，如果其中拥有微生物生命的话，那么来自海洋的冰颗粒可能含有需天体生物学家识别的证据。土卫六的甲烷循环在大气和地质中的作用可与地球的水循环相媲美，它是一个富含有机物的世界。

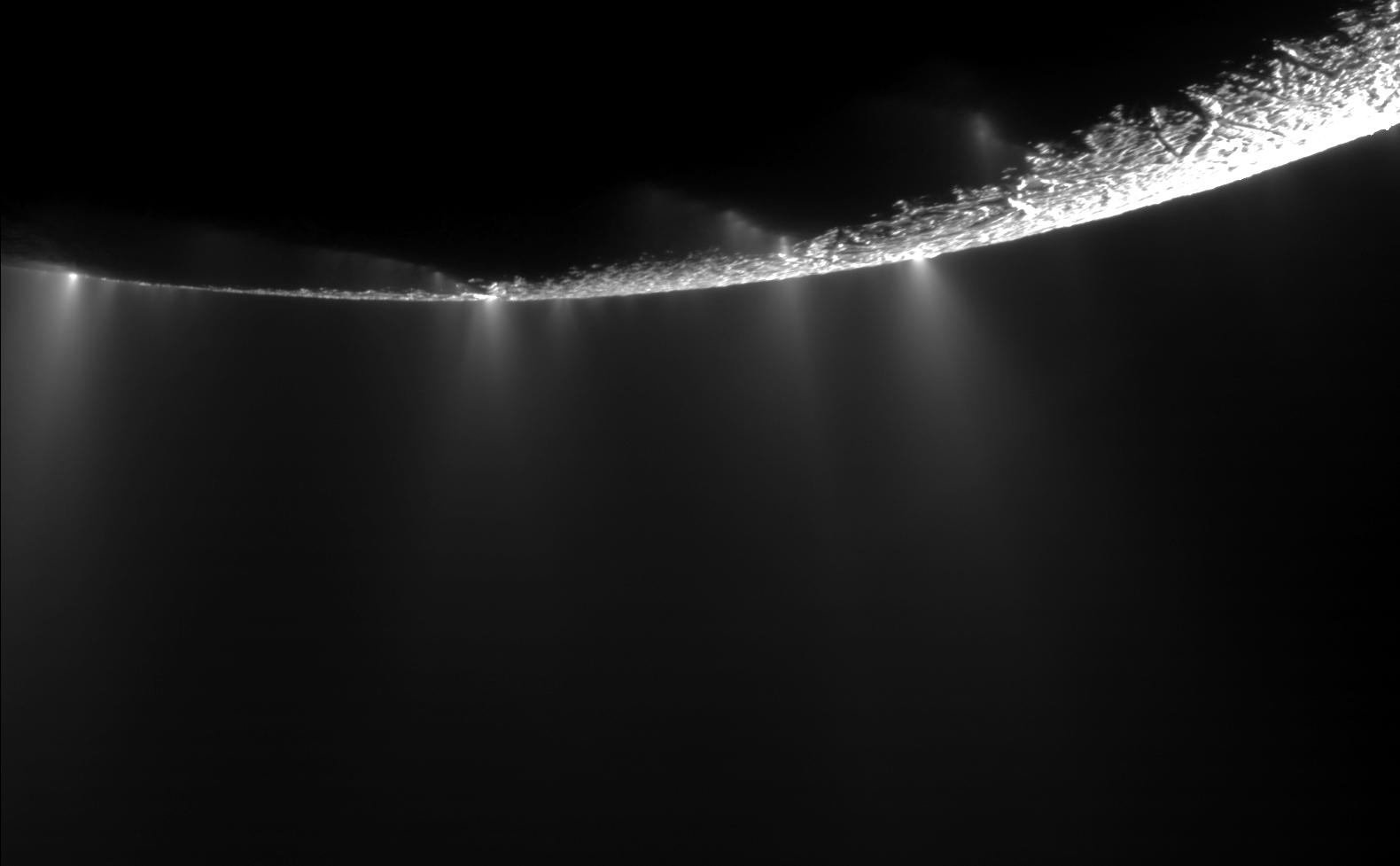
土卫二的南极 - 沿“虎皮条纹”特征许多地方的间歇泉喷射出水流。

“土卫二和土卫六之旅”轨道飞行器任务概念为2011年喷气推进实验室向美国宇航局第13次发现计划任务提交的探索方案。在为期一年的轨道飞行任务期间，它将进行高分辨率的质谱测绘，以确定该卫星上已形成和正在形成的作用过程，并可对土卫二和土卫六的宜居性潜力作出评估.。
为满足4.5亿美元的成本上限，该轨道飞行器将只携带两台仪器。它将环绕土星运行，并16次飞越土卫二和土卫六，其中与土卫六最近的一次距离为900公里。2015年6月，美国宇航局公布了参赛的五名入围方案名单，但“土卫二和土卫六之旅”提案未被选中。2017年1月4日，露西号一举中选，并计划于2021年10月发射。

## 目标

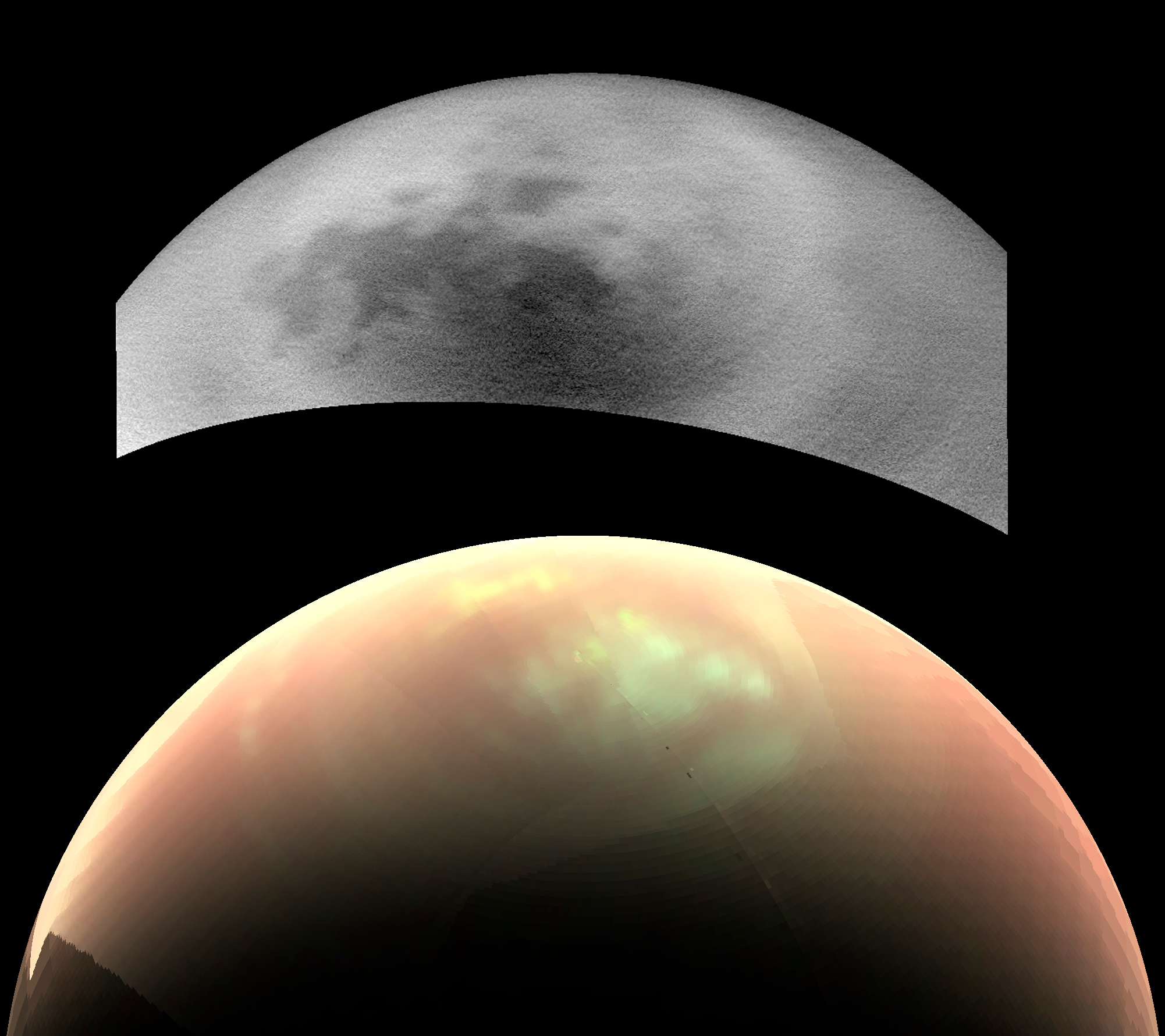
土卫六上的神秘云团

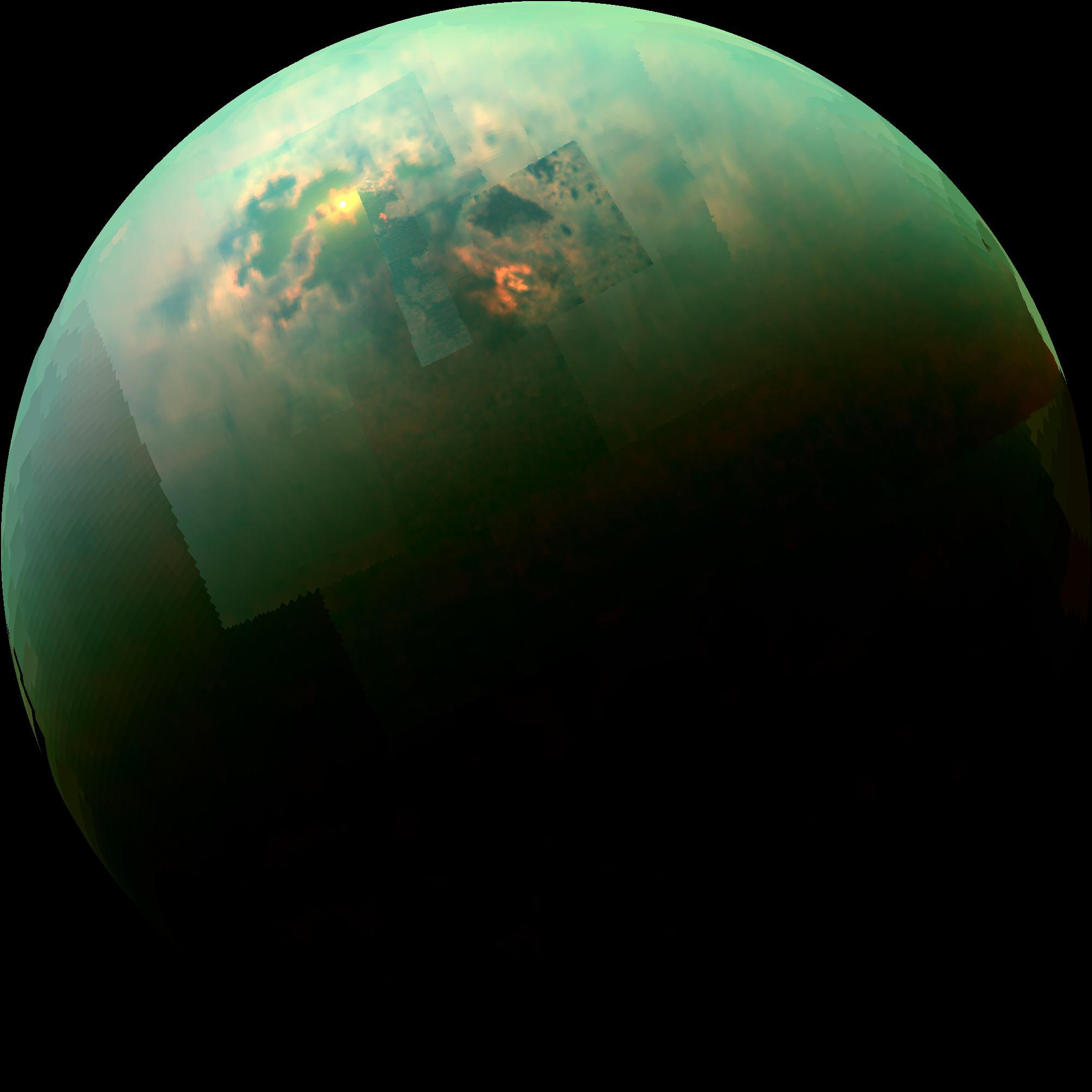
土卫六碳氢化合物海反射的太阳近红外辐射。

该任务的三项目标是确定土卫二和土卫六上已经和正在形成的作用过程，评估它们的天体生物学潜力，并调查它们的形成和演化过程。
在土卫二，该任务将确定喷流中物质的成分和流量，并绘制断层、构造和内部动态温度图；在土卫六，它将描述不同高度（>900公里）和纬度的高层大气层中有机分子的特征，并将生成高分辨率图像，以详细研究不同时间跨度上形成的特征。

## 发射和轨道
若使用阿特拉斯V型火箭，该探测器将在8.5年内通过金星-地球-地球重力助推轨道抵达土星。

## 有效载荷
该轨道器搭载有两台仪器：
- 红外相机：“土卫六成像与地质，土卫二侦测”（Titan Imaging and Geology, Enceladus Reconnaissance，TIGER）——这一高传承热成像仪利用红外波长对土卫六厚厚的大气层和称为“虎皮条纹”的土卫二裂缝热量进行成像，以进行详细的热模拟。它将提供比“卡西尼号”高10倍的土卫六表面成像分辨率，生成土卫六表面15%的50米/像素图像。
- 质谱仪：“土卫六和土卫二天体生物学任务光谱仪”（Spectrometer for Titan and Enceladus Astrobiology Mission，STEAM）——它将检测化学元素和分子，包括复杂有机分子，分辨率提高了100倍，灵敏度较“卡西尼号”高1000倍。“土卫六和土卫二天体生物学任务光谱仪”曾是“罗塞塔号”的飞行备件。